# American Virgin
American Virgin es una película estadounidense dirigida por Jean-Pierre Marois. El título original de la película era Live Virgin, pero fue cambiado a American Virgin para sacar provecho a los títulos exitosos protagonizados por Mena Suvari como American Beauty y American Pie. Cabe destacar que el actor y director de películas de adultos, Ron Jeremy, hace una actuación especial como sargento de policía.

## Argumento
Sigue la vida de una joven, Katrina Bartalotti (Mena Suvari), que es la hija de un director de películas para adultos (Robert Loggia). Katrina llega a un acuerdo con el máximo rival de su padre para perder su virginidad en pantalla, con el único objeto de molestarlo.